# Watermark (Album)
Watermark (englisch für: „Wasserzeichen“) ist das zweite Studioalbum der irischen Sängerin Enya. Es erschien am 19. September 1988 durch das Musiklabel WEA Records.

## Hintergrund
Die erste Single Orinoco Flow des Albums erschien im Oktober des Jahres und bedeutete für die Sängerin den internationalen Durchbruch. 1989 wurde eine erweiterte Ausgabe, die mit Storms in Africa (Part II) einen zwölften Track enthielt, der zuvor als Single erschienen war, veröffentlicht. In späteren Versionen des Albums wurde dieser Titel wieder entfernt.

## Titelliste
| #   | Titel                      | Länge |
| --- | -------------------------- | ----- |
| 1.  | Watermark                  | 2:24  |
| 2.  | Cursum Perficio            | 4:06  |
| 3.  | On Your Shore              | 3:59  |
| 4.  | Storms in Africa           | 4:03  |
| 5.  | Exile                      | 4:20  |
| 6.  | Miss Clare Remembers       | 1:59  |
| 7.  | Orinoco Flow               | 4:25  |
| 8.  | Evening Falls...           | 3:36  |
| 9.  | River                      | 3:10  |
| 10. | The Longships              | 3:36  |
| 11. | Na Laetha Geal M'óige      | 3:56  |
| 12. | Storms in Africa (Part II) | 3:01  |

## Kommerzieller Erfolg

### Chartplatzierungen
| ChartsChartplatzierungen       | Höchstplatzierung | Wochen/ Monate |
| ------------------------------ | ----------------- | -------------- |
| Deutschland (GfK)              | 6 (18 Wo.)        | 18 Wo.         |
| Österreich (Ö3)                | 15 (2 Mt.)        | 2 Mt.          |
| Schweiz (IFPI)                 | 1 (17 Wo.)        | 17 Wo.         |
| Vereinigte Staaten (Billboard) | 25 (39 Wo.)       | 39 Wo.         |
| Vereinigtes Königreich (OCC)   | 5 (99 Wo.)        | 99 Wo.         |

| ChartsJahrescharts (1988)    | Platzierung |
| ---------------------------- | ----------- |
| Vereinigtes Königreich (OCC) | 43          |

| ChartsJahrescharts (1989)      | Platzierung |
| ------------------------------ | ----------- |
| Deutschland (GfK)              | 59          |
| Schweiz (IFPI)                 | 17          |
| Vereinigte Staaten (Billboard) | 60          |
| Vereinigtes Königreich (OCC)   | 30          |

| ChartsJahrescharts (1993)    | Platzierung |
| ---------------------------- | ----------- |
| Vereinigtes Königreich (OCC) | 100         |

### Auszeichnungen für Musikverkäufe
Watermark verkaufte sich laut Schallplattenauszeichnungen über 8,2 Millionen Mal wofür es mit zwei Goldenen- und 36 Platin-Schallplatten ausgezeichnet wurde.
| Land/Region                  | Auszeichnungen für Musikverkäufe (Land/Region, Auszeichnung, Verkäufe) | Verkäufe  |
| ---------------------------- | ---------------------------------------------------------------------- | --------- |
| Argentinien (CAPIF)          | Platin                                                                 | 60.000    |
| Australien (ARIA)            | 6× Platin                                                              | 420.000   |
| Belgien (BRMA)               | Platin                                                                 | 50.000    |
| Brasilien (PMB)              | Platin                                                                 | 250.000   |
| Deutschland (BVMI)           | Platin                                                                 | 500.000   |
| Frankreich (SNEP)            | 2× Gold                                                                | 200.000   |
| Japan (RIAJ)                 | 2× Platin                                                              | 500.000   |
| Kanada (MC)                  | 3× Platin                                                              | 300.000   |
| Neuseeland (RMNZ)            | 6× Platin                                                              | 90.000    |
| Niederlande (NVPI)           | Platin                                                                 | 100.000   |
| Schweiz (IFPI)               | Platin                                                                 | 50.000    |
| Spanien (Promusicae)         | 5× Platin                                                              | 500.000   |
| Vereinigte Staaten (RIAA)    | 4× Platin                                                              | 4.000.000 |
| Vereinigtes Königreich (BPI) | 4× Platin                                                              | 1.200.000 |
| Insgesamt                    | 2× Gold · 36× Platin ·                                                 | 8.220.000 |

Hauptartikel: Enya/Auszeichnungen für Musikverkäufe